# Кокау ди Сото (Удине)
Кокау ди Сото је насеље у Италији у округу Удине, региону Фурланија-Јулијска крајина.
Према процени из 2011. у насељу је живело 43 становника. Насеље се налази на надморској висини од 735 м.